# Maxime Bossis
Maxime Bossis, född 26 juni 1955 i Saint-André-Treize-Voies, Frankrike, är en före detta fotbollsspelare.
Bossis spelade som vänsterback eller libero och gjorde 76 landskamper (1 mål) för Frankrike mellan 1976 och 1986. Bossis var med i VM-turneringarna 1978, 1982 och 1986 samt EM 1984. VM-semifinalen mot Västtyskland 1982 slutade 3–3 efter förlängning. I straffsparksläggningen missade Bossis sin straff, varpå Horst Hrubesch kunde skicka Västtyskland till final. 1983 tog Bossis över som libero i landslaget efter Marius Trésor, och på denna position vann han året efter EM på hemmaplan. 1986 var Bossis med om att ta ännu en mästerskapsmedalj, då Frankrike tog brons vid VM i Mexiko. I bronsmatchen mot Belgien kom Bossis in som avbytare och blev då, med sina 76 landskamper, Frankrikes meste landslagsspelare. Denna match, som fransmännen vann med 4–2, var Bossis sista landskamp.
På klubblagsnivå spelade Bossis för Saint-André Sport och FC Yonnais innan han 1973 gick över till Nantes. Han spelade i Nantes till 1985 och blev fransk ligamästare 1977, 1980 och 1983 samt fransk cupvinnare 1979. Bossis tillbringade sedan fyra säsonger i Matra-Racing innan han kom tillbaka till Nantes, där han avslutade karriären 1991.